# Golden Raspberry Awards 2018
De Golden Raspberry Awards 2018-uitreiking vond plaats op 23 februari 2019, een dag voor de uitreiking van de Oscars. De prijzen werden toegekend aan de slechtste uitvoeringen betreffende film uit 2018. De genomineerden werden bekendgemaakt op 21 januari 2019. Het was de 39e editie van dit evenement. Death of a Nation, Gotti, The Happytime Murders en Holmes & Watson  kregen de meeste nominaties, namelijk zes.

## Genomineerden en winnaars
| "Winnaar"* |

| Categorie                                     | Nominaties                                                                                                |
| --------------------------------------------- | --- |
| Slechtste film                                | Holmes & Watson                                                                                           |
| Slechtste film                                | Gotti |
| Slechtste film                                | Robin Hood                                                                                                |
| Slechtste film                                | The Happytime Murders                                                                                     |
| Slechtste film                                | Winchester                                                                                                |
| Slechtste acteur                              | Donald Trump in Death of a Nation en Fahrenheit 11/9                                                      |
| Slechtste acteur                              | Bruce Willis in Death Wish                                                                                |
| Slechtste acteur                              | John Travolta in Gotti                                                                                    |
| Slechtste acteur                              | Johnny Depp in Sherlock Gnomes                                                                            |
| Slechtste acteur                              | Will Ferrell in Holmes & Watson                                                                           |
| Slechtste actrice                             | Melissa McCarthy in The Happytime Murders en Life of the Party                                            |
| Slechtste actrice                             | Amanda Seyfried in The Clapper                                                                            |
| Slechtste actrice                             | Amber Heard in London Fields                                                                              |
| Slechtste actrice                             | Helen Mirren in Winchester                                                                                |
| Slechtste actrice                             | Jennifer Garner in Peppermint                                                                             |
| Slechtste mannelijke bijrol                   | John C. Reilly in Holmes & Watson                                                                         |
| Slechtste mannelijke bijrol                   | Jamie Foxx in Robin Hood                                                                                  |
| Slechtste mannelijke bijrol                   | Joel McHale in The Happytime Murders                                                                      |
| Slechtste mannelijke bijrol                   | Justice Smith in Jurassic World: Fallen Kingdom                                                           |
| Slechtste mannelijke bijrol                   | Ludacris in Show Dogs                                                                                     |
| Slechtste vrouwelijke bijrol                  | Kellyanne Conway in Fahrenheit 11/9                                                                       |
| Slechtste vrouwelijke bijrol                  | Jaz Sinclair in Slender Man                                                                               |
| Slechtste vrouwelijke bijrol                  | Kelly Preston in Gotti                                                                                    |
| Slechtste vrouwelijke bijrol                  | Marcia Gay Harden in Fifty Shades Freed                                                                   |
| Slechtste vrouwelijke bijrol                  | Melania Trump in Fahrenheit 11/9                                                                          |
| Slechtste duo                                 | Donald Trump en zijn aanhoudende kleinzieligheid in Death of a Nation en Fahrenheit 11/9                  |
| Slechtste duo                                 | Elke twee acteurs en poppen in The Happytime Murders                                                      |
| Slechtste duo                                 | Johnny Depp en zijn snel vervagende carrière in Sherlock Gnomes                                           |
| Slechtste duo                                 | Kelly Preston en John Travolta in Gotti                                                                   |
| Slechtste duo                                 | Will Ferrell en John C. Reilly in Holmes & Watson                                                         |
| Slechtste Prequel, Remake, Rip-off of Sequel  | Holmes & Watson                                                                                           |
| Slechtste Prequel, Remake, Rip-off of Sequel  | Death of a Nation (Remake van Hillary’s America)                                                          |
| Slechtste Prequel, Remake, Rip-off of Sequel  | Death Wish                                                                                                |
| Slechtste Prequel, Remake, Rip-off of Sequel  | Robin Hood                                                                                                |
| Slechtste Prequel, Remake, Rip-off of Sequel  | The Meg (Rip-off van Jaws)                                                                                |
| Slechtste regisseur                           | Etan Cohen voor Holmes & Watson                                                                           |
| Slechtste regisseur                           | Brian Henson voor The Happytime Murders                                                                   |
| Slechtste regisseur                           | James Foley voor Fifty Shades Freed                                                                       |
| Slechtste regisseur                           | Kevin Connolly voor Gotti                                                                                 |
| Slechtste regisseur                           | Michael en Peter Spierig voor Winchester                                                                  |
| Slechtste scenario                            | Fifty Shades Freed                                                                                        |
| Slechtste scenario                            | Death of a Nation                                                                                         |
| Slechtste scenario                            | Gotti |
| Slechtste scenario                            | The Happytime Murders                                                                                     |
| Slechtste scenario                            | Winchester                                                                                                |
| The Razzie Redeemer Award (i.s.m. Gold Derby) | Melissa McCarthy, van Tammy en The Happytime Murders naar Can You Ever Forgive Me?                        |
| The Razzie Redeemer Award (i.s.m. Gold Derby) | Peter Farrelly, van The Three Stooges en Movie 43 naar Green Book                                         |
| The Razzie Redeemer Award (i.s.m. Gold Derby) | Sony Pictures Animation: van Slechtse film-winnaar The Emoji Movie naar Spider-Man: Into the Spider-Verse |
| The Razzie Redeemer Award (i.s.m. Gold Derby) | De Transformers-franchise: van een standaard Razzie-doelwit naar universele lof voor Bumblebee            |
| The Razzie Redeemer Award (i.s.m. Gold Derby) | Tyler Perry, van de Madea-films naar Vice                                                                 |
| Barry L. Bumstead Award                       | Billionaire Boys Club                                                                                     |